# Magnus Bahne
Magnus Bahne (ur. 15 marca 1979 w Kaarinie) – fiński piłkarz występujący na pozycji bramkarza. Zawodnik Interu Turku.

## Kariera klubowa
Bahne zawodową karierę rozpoczynał w 1998 w Interze Turku z Ykkönen. W debiutanckim sezonie 1998 rozegrał tam 4 ligowe spotkania. W tym samym sezonie awansował z zespołem do Veikkauslligi. Od następnego sezonu stał się podstawowym graczem Interu. W 2004 zajął z nim 4. miejsce w lidze. Przez 8 lat w Interze rozegrał 201 ligowych spotkań.
W 2007 Bahne odszedł do szwedzkiego Halmstadu. W Allsvenskan zadebiutował 9 kwietnia 2007 w wygranym 2:1 pojedynku z Helsinborgiem. W 2007 zajął również z klubem 7. miejsce w Allsvenskan, które było jego najwyższym wywalczonym z Halmstadem. W 2010 odszedł do Assyriska FF z Superettan. Spędził tam rok.
W 2011 Bahne ponownie został graczem Interu Turku.

## Kariera reprezentacyjna
W reprezentacji Finlandii Bahne zadebiutował w 2007.